# Homaloxestis aganacma
Homaloxestis aganacma är en fjärilsart som beskrevs av Diakonoff 1967. Homaloxestis aganacma ingår i släktet Homaloxestis och familjen Lecithoceridae. Inga underarter finns listade i Catalogue of Life.